# ویدالبا
ویدالبا (به ایتالیایی: Viddalba) یک کومونه در ایتالیا است که در استان ساساری واقع شده‌است.

## خصوصیات
ویدالبا ۴۸٫۸ کیلومترمربع مساحت و ۱٬۶۷۹ نفر جمعیت دارد.